# Концентраційний табір

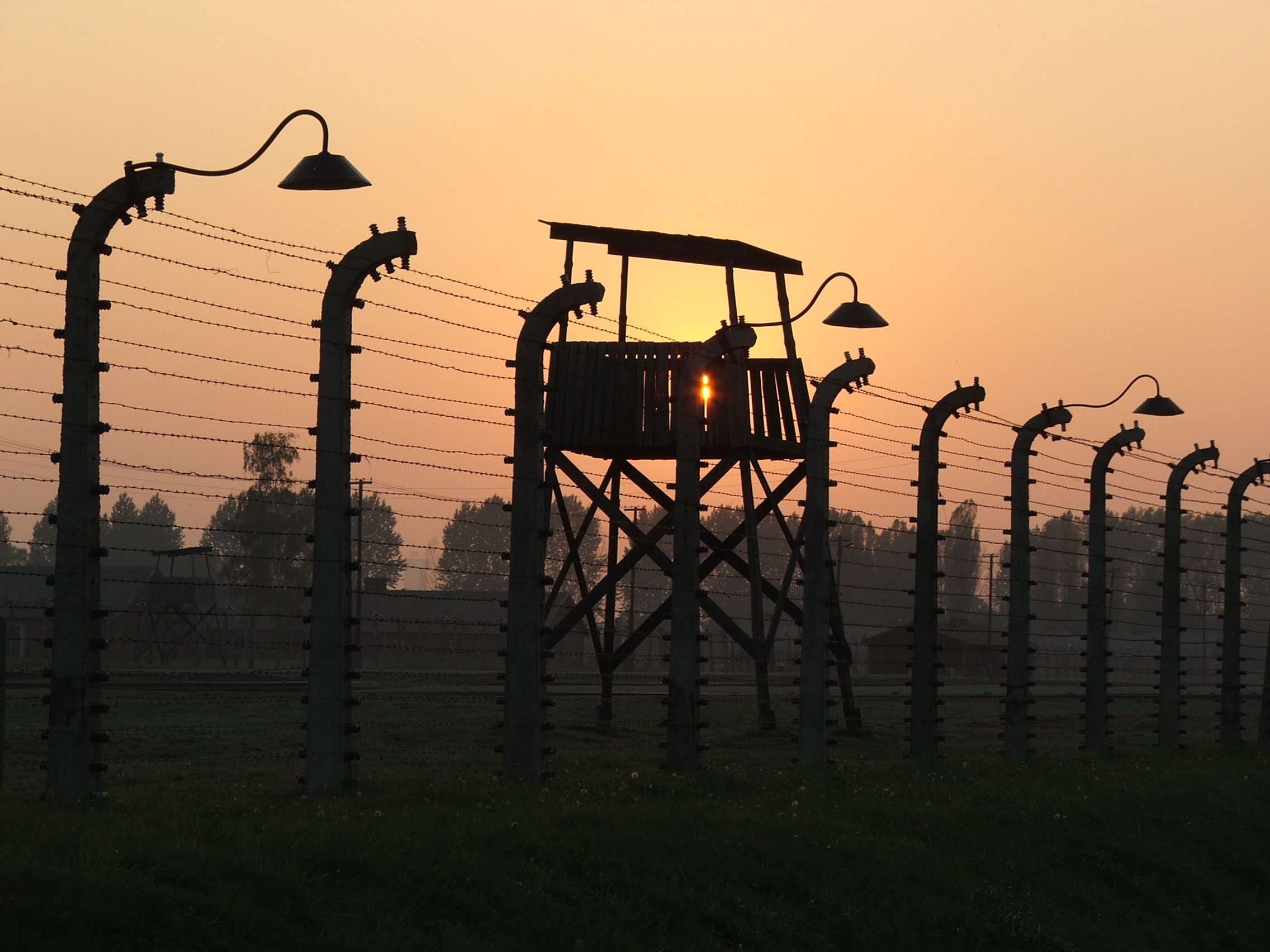
Дротяна огорожа концтабору Аушвіц-2 Біркенау

Концентраці́йний та́бір (концта́бір) — спеціально обладнаний центр масового примусового ув'язнення та утримання таких категорій громадян різних країн:
- військовополонених та інтернованих під час війни;
- політичних в'язнів у деяких авторитарних і тоталітарних режимах у позасудовому порядку;
- осіб, позбавлених волі за національною, релігійною, расовою, ідеологічною чи будь-якою іншою ознакою;
- заручників, зазвичай під час громадянських воєн або окупації;
- осіб, призначених до ліквідації у таборах смерті у нацистській Німеччині і окупованих територіях під час Другої світової війни.

Більшість істориків вважає, що перші концентраційні табори створили британці для африканерів під час Другої англо-бурської війни в Південній Африці у 1899 році.

## Радянська Росія та СРСР

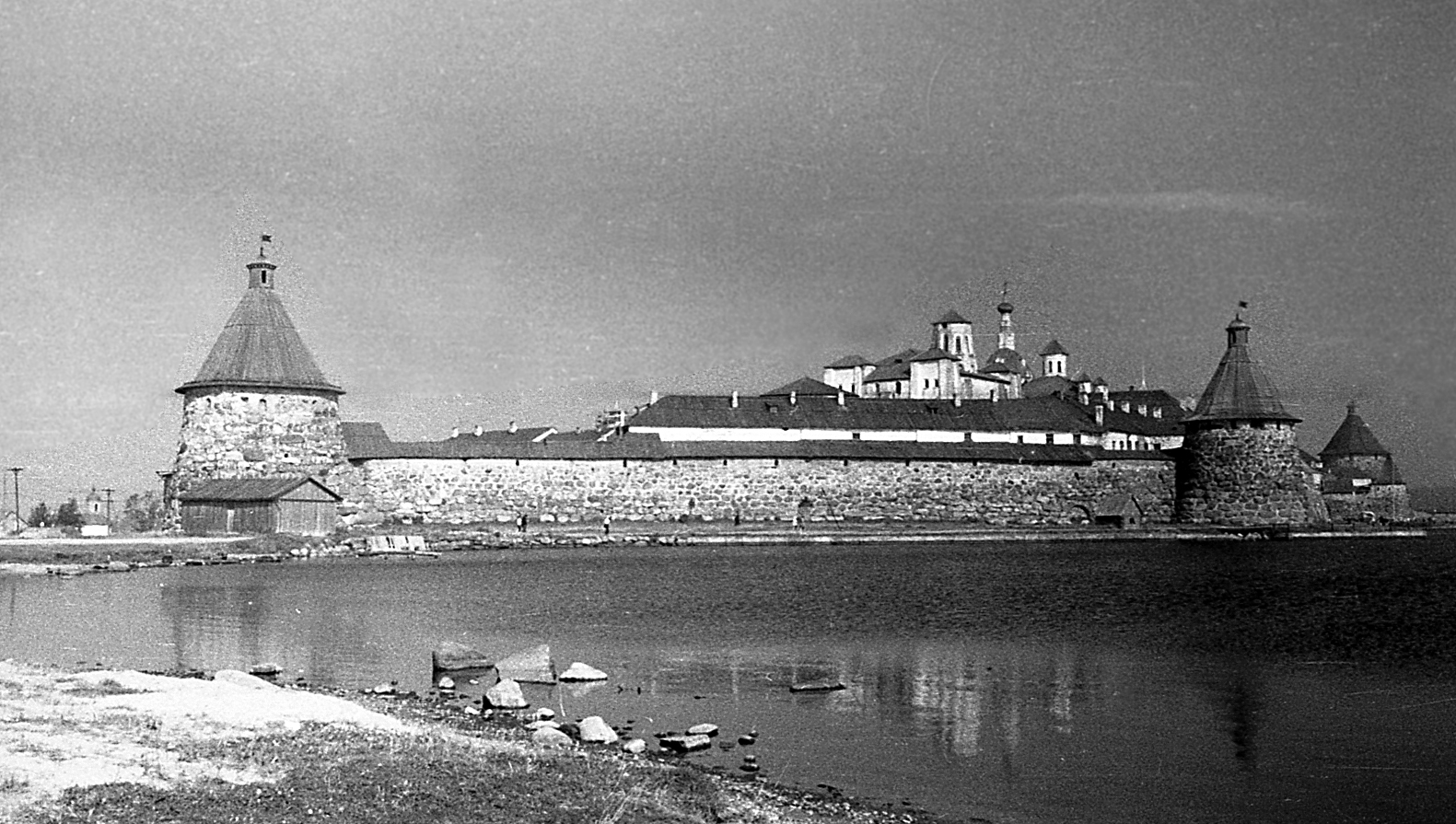
Мури Соловецького монастиря, що використовувався більшовиками як концтабір СЛОН.

У Радянській Росії перші концентраційні табори були створені за наказом Троцького наприкінці травня 1918 року, коли передбачалося роззброювання чехословацького корпусу. Ці перші табори створювалися на місці таборів, що звільнилися після обміну військовополоненими у 1-й світовій війні, і ув'язнення у них було покаранням більш м'яким у порівнянні з тюремним. Як правило, застосовували ув'язнення у концентраційний табір не за конкретну «провину» перед новою владою, а за тим же принципом, за яким у роки 1-й світової війни інтернували осіб, що не були військовополоненими, а просто колишніми громадянами ворожої держави, що мали родичів за лінією фронту й т.п., — тобто до осіб, потенційно небезпечних через свої родинні та інші зв'язки. У роки Громадянської війни нерідко застосовувалася така міра, як ув'язнення у концентраційний табір не на певний термін, а «до закінчення громадянської війни».
23 липня 1918 року Петроградський комітет РКП(б), затвердивши рішення щодо червоного терору, ухвалив зокрема узяття заручників й «облаштування трудових (концентраційних) таборів». 15 квітня 1919 року був опублікований декрет ВЦИКА «Про табори примусових робіт», що припускав створення мінімум одного табору на 300 чоловік при кожному губернському місті. До кінця 1919 року існував вже 21 табір.
До кінця 1921 р. у РРФСР було вже 122 табори. При цьому у 117 таборах НКВС перебувало 60 457 ув'язнених, у таборах ВЧК понад 25 000 — разом близько 100 000.
Восени 1923 року було вже 315 таборів, з яких найвідоміший СЛОН (Соловецький табір особливого призначення) — послужив основою виниклої згодом системи трудових таборів ГУЛАГу. Інший відомий концтабір Береговий, який дислокувався в Магаданській області в період з 26 серпня 1948 року по червень 1954 року, де знайшли свою холодну і голодну смерть тисячі політичних в'язнів із Західної України та Білорусі, Прибалтики та інших частин СРСР.
У розпал нацистсько-радянської військової агресії проти Польщі 19 вересня 1939 Лаврентій Берія видав таємний наказ про утворення восьми концтаборів для військовополонених поляків (до 10 тисяч кожний), серед яких — у Осташкові, Юхновську, Козельську, Путивлі, Старобільську. Згодом за наказом з Москви більше 20 тисяч полонених польських офіцерів і представників інтелігенції з цих концтаборів перевели в табори під Катинь і розстріляли.
Поняття «Концентраційний табір» офіційно застосовувалося в радянському кримінальному праві (п. 2 ч. ІІІ Закону про п'ять колосків. Цей нормативний акт був скасований 1947 року).

## Нацистська Німеччина
Юридичної санкцією масових арештів після приходу націонал-соціалістів до влади в Німеччині став прийнятий у лютому 1933 року «Надзвичайний декрет рейхспрезидента про охорону народу та держави», на підставі якого особи, підозрювані у ворожості до режиму, могли піддаватися превентивному арешту на невизначений термін. Щоб надати цій практиці подобу законності, у квітні 1934 року було видано постанову, згідно з якою для превентивного арешту був потрібний письмовий ордер.
Введення надзвичайного стану у лютому 1933 року супроводжувалося масовими арештами комуністів, яких нацисти звинуватили у підпалі рейхстагу. У березні 1933 року був прийнятий закон про надання нацистському уряду надзвичайних повноважень, на підставі яких були проведені арешти керівників «старих» політичних партій (соціал-демократичної та інших), профспілкових діячів, а також євреїв — письменників, журналістів та юристів. У липні 1933 року число «превентивно» заарештованих досягло в Пруссії 14,906 чол., а по всьому Рейху — 26,789 чол.. Штурмовими загонами (СА), СС та поліцією було створено близько 50 таборів масового ув'язнення, в тому числі Дахау, Ораніенбург, Естервеген та Заксенбург.
Після втручання Германа Герінга більшість «диких концентраційних таборів», що перебували у віданні СА і СС, були розформовані. Табори Ораніенбург, Ліхтенбург і Колумбія Хаус, у кожному з яких перебувало близько тисячі в'язнів, продовжували існувати. Незабаром, однак, число в'язнів концентраційних таборів знову збільшилося за рахунок осіб, що слухали іноземні радіопередачі, «розповсюджувачів чуток», членів релігійних організацій (Свідків Єгови) і гомосексуалів. У квітні 1934 року керівництво гестапо зосередилося в руках Генріха Гіммлера: концентраційні табори перейшли повністю під контроль СС, судова влада втратили будь-яку можливість втручатися у справи гестапо.

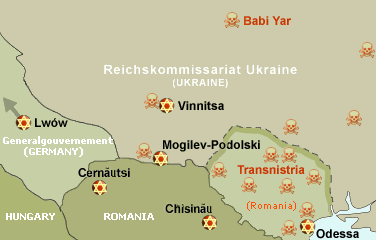
Табори смерті на території України

У лютому 1936 року Гітлер наділив гестапо правом проводити арешти і розслідувати всі види антидержавній діяльності в межах Рейху; арешти гестапо не підлягали судовому розслідуванню; адміністрація концентраційних таборів була підпорядкована гестапо. Ордер на арешт пред'являвся затриманим лише після арешту (або не пред'являвся взагалі); у в'язниці після тривалих катувань їх змушували підписувати ордер на арешт, який потім пересилали в концтабір як супровідний документ. Малі концентраційні табори були ліквідовані, а в'язні переведені до більших таборів — Дахау, Заксенгаузен і Бухенвальд.
Чисельність політичних в'язнів збільшилася після анексії Німеччиною Австрії і Судетської області (1938). Табори переповнилися, особливо у зв'язку з арештом після «Кришталевої ночі» близько 35 тис. євреїв. Загальне число ув'язнених збільшилося в 1938 року з 24 тис. до 60 тис.
З початком воєнних дій у системі концентраційних таборів відбулися значні зміни: збільшилася кількість ув'язнених, розширилася мережа концентраційних таборів як на території Німеччини, так і за її межами; змінилися функції таборів. «Превентивне ув'язнення» було підпорядковане завданням економічної експлуатації та масового винищення в'язнів.
До числа таборів додалися Аушвіц-Біркенау (травень 1940 року), Гузен (травень 1940 року) і Гросс-Розен (серпень 1940 року).
У роках (1933—1945) приблизно 5 тисяч [джерело?] концентраційних таборів створено нацистами в Німеччині й в окупованій ними Європі. За канцлерства Гітлера у 1933 серед найбільш сумнозвісних німецьких таборів існували такі:
- Бельзен
- Бухенвальд
- Дахау
- Майданек
- Собібор
- Треблінка

Інші концтабори були так званими «трудовими таборами» (нім. Arbeitslager). У них також здійснювалася програма «Знищення через працю» (нім. Vernichtung durch Arbeit).

## Польща
Деякі історики впевнені, що саме Польща часів диктатури генерала Пілсудського перша використала табори у такому вигляді, які пізніше були застосовані Німеччиною.

## Австрія
Найперший концентраційний табір у 20 столітті використала Австро-Угорщина: ним став «Талергоф».

## Канада
Перша світова війна (1914—1918 рр.), Також відома як Велика війна, почалася 4 серпня 1914 р. З оголошенням війни британським і французьким урядами проти імперської німецької імперії і Австро-Угорської імперії. Британське оголошення війни було зроблено від імені Британії та її домініонів. Таким чином, Канада була негайно задіяна. Канадський уряд з самого початку прийняв ряд наказів Радою щодо реагування на нові виклики війни, включаючи обмеження деяких громадянських свобод. Канадській владі було надано право заарештовувати, затримувати, цензувати, виключати, депортувати, контролювати або захоплювати всіх осіб і майно, які вважаються потенційною загрозою для Канади. Будь-який резидент, який не є натуралістом і який був громадянином нинішніх ворожих держав, фактично вважався «нелегальними ворогами». Деякі з цих осіб були, зрештою, піддані ув'язненню в таборах. Згодом Закон про військові заходи був схвалений парламентом. Закон, крім надання дозволів на майбутні дії, також легітимізував рішення, вжиті в перші дні війни Таємною радою (Кабінетом).
Гаазька конвенція, підписана в 1907 році, гарантувала права військовополонених, які проходили в таборах. Правила Конвенції не завжди або повністю поважала Канада під час Першої світової війни. Конвенція проводила відмінність між військовополоненими і цивільними особами, але канадська влада значною мірою ігнорувала це розмежування. 24 табори, де розміщувалися інтерновані люди, в основному розташовували далеко від міст, зокрема у віддалених районах у Скелястих горах.
Більшість цивільних інтернованих були русинського, галицького і буковинського походження. Їх вважали ворогами, тому що Західна Україна була тоді частиною Австро-Угорської імперії. Інші інтерновані були німецькими або австрійськими жителями Канади. У таборах, переведених з Англії, були також деякі німецькі військовополонені. У Канаді не було турецьких військовополонених. Через ці табори пройшло близько 115 000 українців.
Концентраційні табори Канади [Архівовано 9 липня 2019 у Wayback Machine.]